# Ganso Sagrado de Gandhara

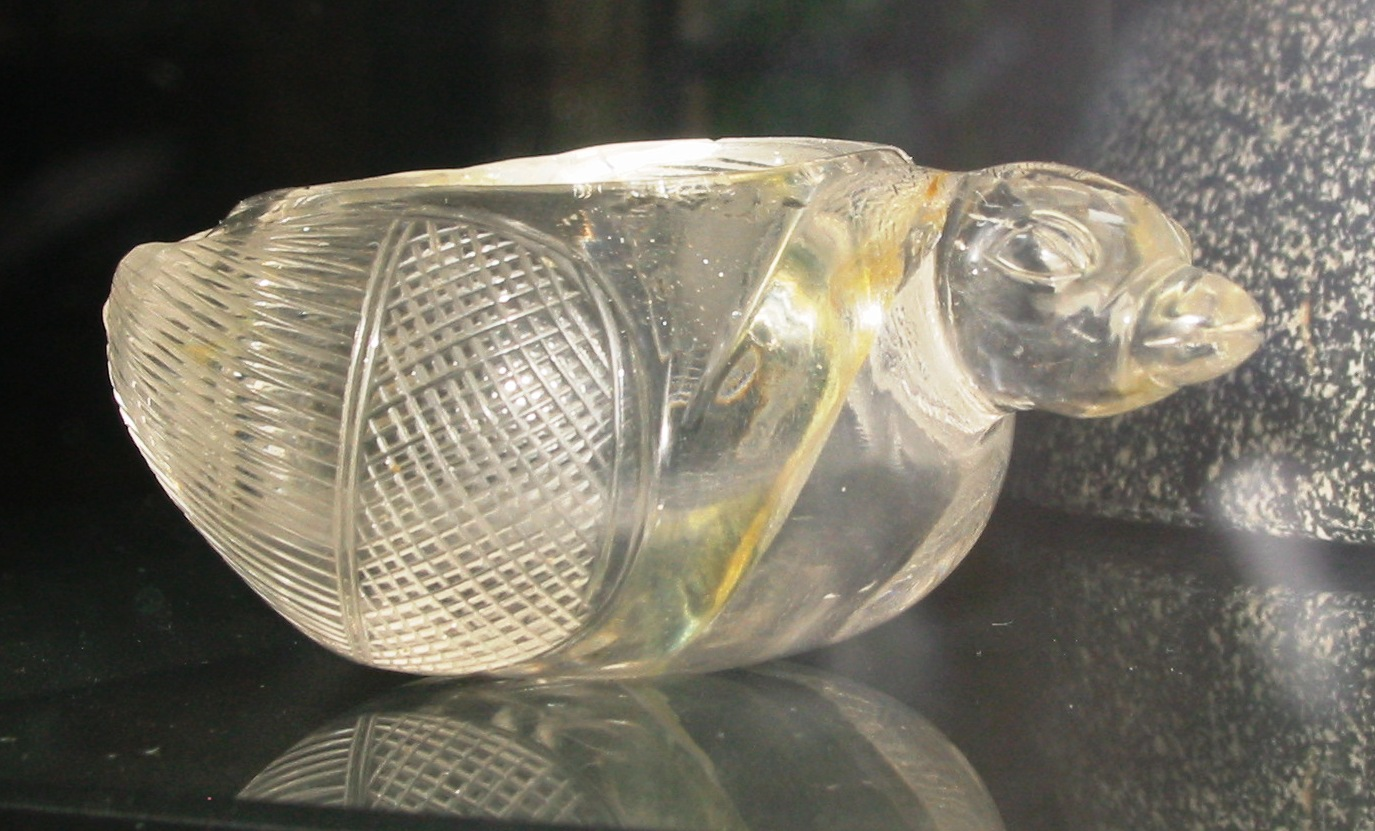
La reliquia expuesta en el Museo Británico de Londres.

Mapa que muestra los dominios de Imperio kushán.

El Ganso Sagrado de Gandhara es una reliquia de cristal de roca que fue elaborada por los artesanos del Imperio kushán, imperio de la antigua India que se extendió desde el territorio del actual Tayikistán hasta el mar Caspio y por lo que hoy es Afganistán hasta el valle del río Ganges alrededor de los siglos I y III d. C.

## Hallazgo
Se halló en la estupa  32 del grupo Gangu, situada en Babar Khana, Taksila, Pakistán, zona arqueológica donde se encuentran las ruinas de la antigua ciudad de Gandhara, dentro de un recipiente cóncavo de granito.

## Simbología
La reliquia representa a un ganso, y se trata de un hamsa o jansá (una palabra sánscrita que representa a un ave como el ganso o el cisne sagrados).

## Características
- Forma: zoomorfa.
- Material: cristal de roca.
- Estilo: Escuela de Gandhara.[2]
- Técnica: Grabado.
- Altura: 3,8 centímetros.
- Diámetro máximo: 3,4 centímetros.
- Longitud: 10 centímetros.
- Anchura: 6,9 centímetros.

## Conservación
La pieza forma parte de la colección del Museo Británico de Londres con el número de inventario 0427.2, desde el año 1867 cuando fue comprada a M. Gaspari.